# Golfe de Weda
Le golfe de Weda, en indonésien Teluk Weda, est, avec ceux de Buli et Kao, un des trois principaux golfes de l'île indonésienne de Halmahera dans l'archipel des Moluques, qui a la forme de la lettre "K". Il est situé dans le sud, entre la barre verticale et la branche oblique inférieure du "K", dans le kecamatan (district) de Weda, dans le kabupaten de Halmahera central, à 0° 20′ 00″ N, 128° 00′ 00″ E.
La société minière française Eramet est en train de développer une mine de nickel dans la région de la baie de Weda. Le projet engagerait un investissement de jusqu'à 2 milliards de dollars pour une valeur totale de 5 milliards de dollars. Cependant l'incertitude provenant du gouvernement indonésien, en particulier concernant la taxation de la valeur ajoutée, ainsi que la faiblesse de la demande amènent Eramet à reporter le projet en 2014, engageant une dépréciation de €224 million ($308 million),.

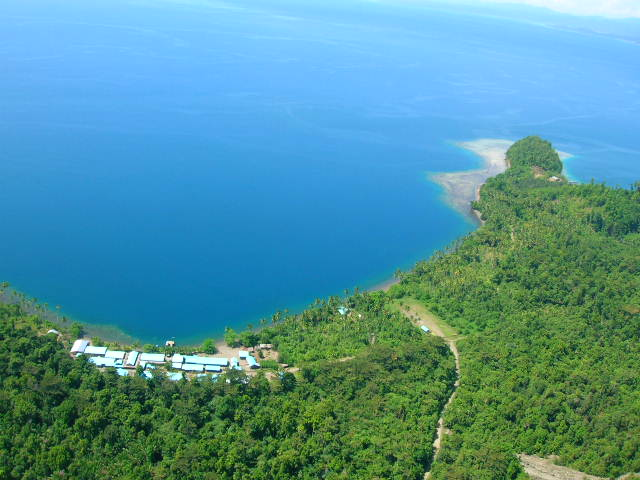
Camp de mineurs de nickel près du cap Ulie dans la baie de Weda